# District de Chichibu
Le district de Chichibu (秩父郡, Chichibu-gun) est un district situé dans la préfecture de Saitama, au Japon.

## Géographie

### Démographie
Au 1er décembre 2013, la population du district de Chichibu était de 42 428 habitants pour une superficie de 351,98 km2

### Divisions administratives
Le district de Chichibu comprend un village et quatre bourgs :
- Higashichichibu (village) ;
- Minano ;
- Nagatoro ;
- Ogano ;
- Yokoze.